# Köklotfjärden
Köklotfjärden är en fjärd i Finland. Den ligger i kommunen Korsholm i landskapet Österbotten, i den västra delen av landet, 400 km nordväst om huvudstaden Helsingfors.
Köklotfjärden avgränsas av Köklot i nordväst, av Värlax i nordöst samt av hylpet i söder. I norr avskiljs den från Värlaxfjärden av den långsmala ön Tjäruören. I sydväst avskiljs den från Skinnarfjärden av Kalholmarna och Västangrund.